# Малий Єрусалим
Малий Єрусалим — екскурсійний маршрут у місті Євпаторія. Цей маршрут охоплює всі визначні пам'ятки Старого міста Євпаторії: Мечеть Джума Джамі, Турецькі лазні XVI століття, Вірменська та Свято-Миколаївська церкви, комплекс Текіє дервішів (Обитель дервішів), Одун базар къапусы (Ворота дерев'яного базару), Караїмські кенаси, синагогу Егія-Капа

## Об'єкти, що входять до маршруту «Малий Єрусалим»
- Кенаси в Євпаторії
- Музей пошти
- Євпаторійський музей аптеки
- Мечеть Джума-Джамі
- Одун-базар капуси www.odun-bazar.com
- Храм Святого Іллі
- Свято-Миколаївський собор
- Синагога Єгія-Капай
- Текіє дервішів